# Rivière Romaine
Der Rivière Romaine (französisch; in Québec) oder Romaine River (englisch; in Neufundland und Labrador) ist ein Fluss in der Region Côte-Nord in der kanadischen Provinz Québec.

## Flusslauf
Er hat eine Länge von 496 km. Er ist nicht zu verwechseln mit dem 220 km langen Fluss Rivière Olomane, der östlich des Flusses verläuft und für lange Zeit denselben Namen trug.
Der Fluss Rivière Romaine hat seine Quelle an der Wasserscheide zwischen Atlantik und Sankt-Lorenz-Strom bzw. Sankt-Lorenz-Golf. Er fließt zuerst durch eine Kette von Seen, darunter die Seen Long, Marc, Lac Brûlé, Lavoie, Anderson und Lozeau. Dieser Flussabschnitt liegt in dem zwischen den beiden Provinzen Québec und Neufundland und Labrador umstrittenen Gebiet. Anschließend verläuft sein Weg in südlicher Richtung, bevor er kurz vor der Küste einen scharfen Bogen nach Westen vollzieht und durch ein Sumpfgebiet fließt. Der Fluss mündet schließlich in die Jacques-Cartier-Straße, welche zum Sankt-Lorenz-Golf gehört, gegenüber dem Mingan-Archipel.

## Namensgebung
Der Name Romaine, in Verwendung seit dem Ende des 19. Jahrhunderts, ist eine französische Adaption des Native-American-Begriffs Ouraman oder Ulaman, wie er von Jean-Baptiste-Louis Franquelin im Jahr 1685 festgehalten wurde, während Jacques-Nicolas Bellin die Bezeichnung Ramane auf seiner Landkarte von 1744 benutzte.

## Zuflüsse
Wichtige Zuflüsse des Flusses Rivière Romaine sind (in Aufstromrichtung):
- Rivière Puyjalon
  - Rivière Allard
- Rivière Romaine Sud-Est
- Rivière de l’Abbé-Huard
- Rivière Garneau
  - Rivière Garneau Ouest
- Rivière Petite Romaine
- Rivière Touladis
- Rivière Sauterelles
- Rivière aux Pêcheurs

## Wasserkraftnutzung
Der Fluss Rivière Romaine wurde von Hydro-Québec für die Wasserkraftnutzung erschlossen. Baubeginn eines Wasserkraftwerks mit vier Steinschüttdämmen sowie einer 150 km langen Zugangsstraße war 2009. Es wurde mit einer Bauzeit von 11 Jahren und Kosten von 6,5 Milliarden CAD gerechnet. Das Projekt wurde als das größte Bauprojekt in Kanada bezeichnet und soll etwa 2000 Menschen zwischen 2012 und 2016 beschäftigen.
Das finale Projekt beinhaltet vier neue Wasserkraftwerke mit einer Gesamtkapazität von mehr als 1550 MW und einer Jahresleistung von 7,5 TWh:
In Abstromrichtung sind dies folgende Staudämme und Wasserkraftwerke:

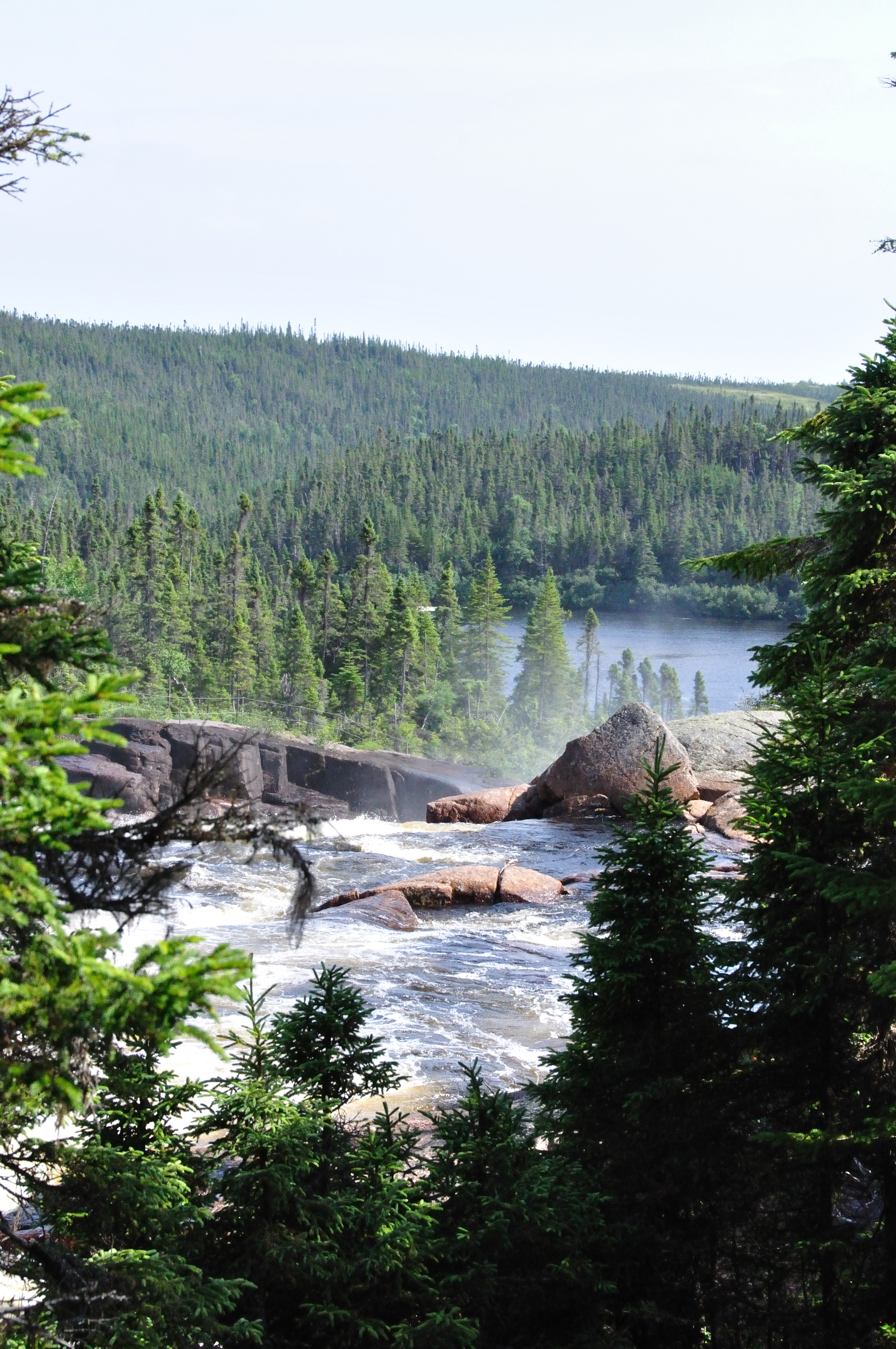
Rivière Romaine nahe Havre-St-Pierre

| Staudamm                    | Fluss-km | Wasser- kraftwerk | Ausbau- durchfluss (m³/s) | Kapazität (MW) | Einheiten | Hydraul. Potential (m) | Fertig- stellung | Stausee                   | Stausee- fläche (km²) |
| --------------------------- | -------- | ----------------- | ------------------------- | -------------- | --------- | ---------------------- | ---------------- | ------------------------- | --------------------- |
| Barrage de la Romaine-4 (⊙) | 192,0    | Romaine-4         | 307                       | 250            | 2         | 93                     | 2022             | Réservoir de la Romaine 4 | 140                   |
| Barrage de la Romaine-3 (⊙) | 158,6    | Romaine-3         | 372                       | 380            | 2         | 116                    | 2017             | Réservoir de la Romaine 3 | 38                    |
| Barrage de la Romaine-2 (⊙) | 90,4     | Romaine-2         | 453                       | 610            | 2         | 151                    | 2014             | Réservoir de la Romaine 2 | 83                    |
| Barrage de la Romaine-1 (⊙) | 52,5     | Romaine-1         | 485                       | 260            | 2         | 61                     | 2015             | Réservoir de la Romaine 1 | 12                    |

Durch die Baumaßnahmen – insbesondere von Romaine-1 – wurden Wasserfälle wie die Grande Chute bei (⊙) überflutet. Durch die Staumaßnahmen wird auch die Nutzung des Flusses für Kanu-Touren eingeschränkt.

## Flussfauna
Der Fluss Rivière Romaine ist Heimat des Atlantischen Lachses, welcher 52 km flussaufwärts bis zur Grande Chute wandert. Andere Fischarten sind der Bachsaibling (kommt auf der gesamten Flussstrecke vor), der Amerikanische Seesaibling (in den meisten Seen) und die Binnenform des Lachses (oberstrom vom Grande Chute).